# Локва (станиште)
Локва је плитко и ефемерно влажно станиште које најчешће настаје акумулацијом падавина на водонепропусном земљишту (чак и на пешчаним динама). Мале је површине (до 100 m², мање од баре) и пресушује у сушном периоду године.
Локве представљају станишта за поједине врсте алги и виших биљака, ларве бескичмењака (попут комараца) и поједине адултне животиње (нпр. ракови из групе Branchiopoda).